# Ровиго (округ)
Округ Ровиго (итал. Provincia di Rovigo) је округ у оквиру покрајине Венето у североисточној Италији. Седиште округа покрајине и највеће градско насеље је истоимени град Ровиго.
Површина округа је 1.789 км², а број становника 246.537 (2008. године).

## Природне одлике
Округ Ровиго се налази у североисточном делу државе. На истоку се налази Јадранско море. Округ је равничарског карактера, а његов источни део припада Венецијанској лагуни, где доминира мочварно тле. Јужна граница округа је река По, а северна река Адиђе.

## Становништво
По последњим проценама из 2008. године у округу Ровиго живи више близу 250.000 становника. Густина насељености је велика, око 140 ст/км². Посебно је густо насељено подручје око града Ровига.
Поред претежног италијанског становништва у округу живе и велики број досељеника из свих делова света.

## Општине и насеља
У округу Ровиго постоји 50 општина (итал. Comuni).
Најважније градско насеље и седиште округа је град Ровиго (52.000 становника. Други по велиини град је Адрија (21.000 ст.) на истоку округа.